# Günther Stingl
Günther Stingl (* 4. Dezember 1939 in St. Pölten; † 27. Juli 2022) war ein österreichischer Schriftsteller.

## Leben
Günther Stingl wurde in eine Hutmacherfamilie hineingeboren. In Wilhelmsburg war ein Hutmacher Anton Stingl von 1873 bis 1879 auch Bürgermeister. Sein Urgroßvater Josef Stingl lebte ab 1886 in St. Pölten, sein Großvater Norbert Stingl wurde 1911 Gemeindebeirat von St. Pölten, sein Vater Hermann Stingl führte das Hutmachergeschäft weiter, nach seinem Tod führte Günther Stingl mit seiner Mutter und seiner Frau Astrid bis 1987 ein Haus für Hut + Mode.
Stingl studierte bis 1965 Staatswissenschaften (Dr. rer. pol.) und legte 1970 die Meisterprüfung zum Hutmacher ab. Nach der Schließung des Hutmachergeschäftes 1987 arbeitete er als freischaffender Autor in St. Pölten.
Stingl war Mitglied der Arbeitsgemeinschaft österreichischer Drehbuchautoren, des Drehbuchforums Wien, der IG Autoren, der Literarischen Gesellschaft St. Pölten, der Österreichischen Dramatiker Vereinigung, des Österreichischen P.E.N.-Clubs, des Österreichischen Schriftstellerverbandes und beim Podium – Literaturkreis Schloss Neulengbach.
Die Werke des Autors wurden bislang in folgende Sprachen übersetzt: Polnisch, Tschechisch, Slowakisch, Russisch, Bulgarisch, Albanisch, Schwedisch, Französisch und Amerikanisch.
Hörspiele, Erzählungen und Prosa wurden vom Österreichischen Rundfunk (ORF), dem Italienischen Rundfunk (RAI), dem Tschechischen Rundfunk, dem Berliner Rundfunk, dem Bayerischen Rundfunk (BR) und dem Norddeutschen Rundfunk (NDR) ausgestrahlt.
Theaterstücke wurden in Österreich und in Bulgarien (Gallery Theater Sofia) inszeniert.
Die Druckwerke sind bei Harp, Heiligenstadt (BRD), im Niederösterreichischen Pressehaus, bei roetzer edition sowie bei Verlagen in St. Petersburg und Sofia erschienen.

## Preise und Auszeichnungen
- 1960 Literaturpreis der Österreichischen Hochschülerschaft Wien
- 1974 Niederösterreichischer Förderungspreis für Dichtkunst[3]
- 1990 und 2001 Theodor Körner-Literaturpreis[4]
- 2003 Gedenkmedaille des Landes Niederösterreich